# Terminal (télécommunications)
Pour les articles homonymes, voir Terminal.

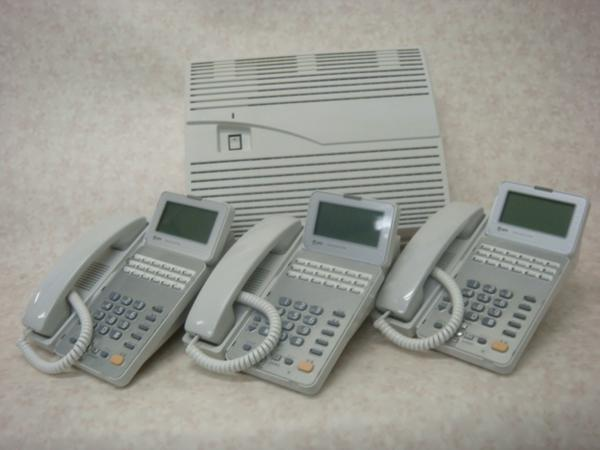
Téléphones

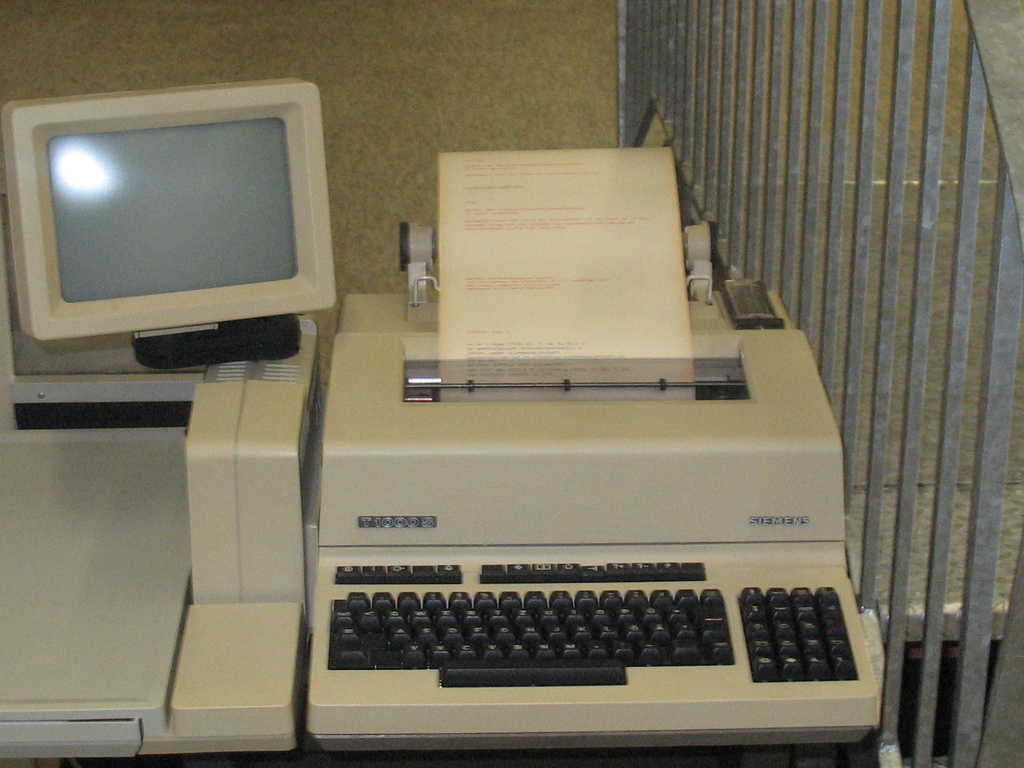
Télex

Dans le domaine des Télécommunications, un Terminal est un équipement situé en extrémité d'un  Réseau de télécommunication, capable de communiquer sur ce réseau et souvent d'assurer l'interface avec l'utilisateur.
Des exemples de terminaux :
- Téléphones
- Fax ou Télécopieurs
- Minitel
- Télex
- Modems y compris les "box" multiservices des Fournisseur d'accès à Internet type Freebox, Livebox, Neufbox en France
- Répondeurs téléphoniques

Dans certains cas, des équipements complexes peuvent être considérés comme des terminaux de télécommunications, par exemple :
- Routeurs
- PABX

## voir aussi
- Terminal informatique